# Savana
Savana (também conhecida como anhara em Angola e como cerrado no Brasil) é uma região plana cuja vegetação predominante são as plantas gramíneas, com árvores esparsas e arbustos isolados ou em pequenos grupos.

## História e conceito
A palavra portuguesa "savana" provém de "habana", termo da língua taíno (família aruaque), por meio do termo espanhol "savana" (posteriormente "sabana"). Dentre os comprovantes bibliográficos mais antigos de seu uso está o livro De orbe novo decades tres (1516), de Petrus Martyr. O termo também foi empregado por Oviedo y Valdés para se referir aos Llanos venezuelanos, em suas obras Sumario de la Natural Historia de las Indias (1526) e Historia General y Natural de las Indias (1535). Mais tarde, o termo seria empregado por Grisebach (1872) e Schimper (1898).
A definição de savana varia enormemente entre diferentes autores.
Alguns autores (ex., Schimper, 1898) consideram a savana um tipo de campo. Para outros, especialmente franceses e belgas na África (ex., Trochain, 1957), incluem em savana certos tipos de campos. No entanto, no Brasil, tais acepções são pouco comuns, considerando-se as savanas um tipo de vegetação independente.
Na classificação do IBGE (2012), o termo "savana" também é utilizado de modo pouco usual para descrever o cerrado sensu lato (inclusive o campo-limpo-de-cerrado e o cerradão, que são considerados por outros autores como campos e florestas, respectivamente), além de que utiliza o termo "savana estépica" para a caatinga.

## Áreas de savana
Normalmente, as savanas são zonas de transição entre bosques e prados. A savana é o bioma típico das regiões de clima tropical com estação seca (Aw e As na classificação de Köppen-Geiger). Estas zonas se encontram em diferentes tipos de ecossistemas, e seus tipos são: 

### Savanas tropicais
Savanas tropicais e subtropicais, são biomas geralmente situados em latitudes tropicais e subtropicais dos cinco continentes. São caracterizadas por:
- água: escassa (semiáridas, etc.)
- temperatura: duas estações - uma quente e seca e outra chuvosa.
- solo: bastante fértil
- plantas: gramíneas; não são frequentes as concentrações de árvores.
- animais: diferentes espécies de mamíferos, pássaros e insetos.

#### Savanas da África

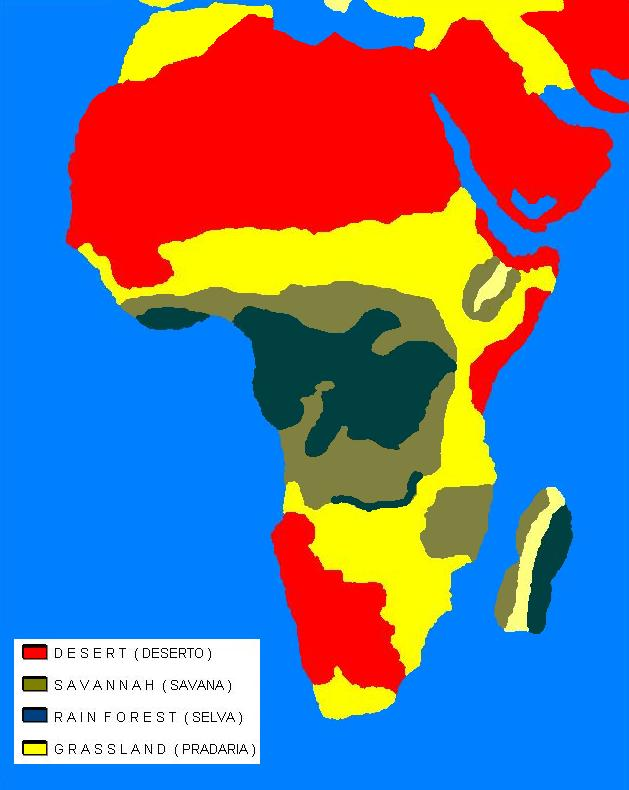
Esquema simples da distribuição da vegetação na África: deserto, savana, selva e pradaria.

As savanas da África são o exemplo clássico. Uma das mais famosas é o Serengueti, que fica localizado no Vale do Rift, entre o norte da Tanzânia e o sudoeste do Quênia.
A savana africana é composta por grandes extensões de terra na África, com vegetação de savana temperada herbácea formada por capões de arbustos e árvores menores. A savana tem um clima particular devido às secas prolongadas, que podem ter uma duração de até dez meses, com elevadas temperaturas e umidade do ar desértica. Quando chega a estação das chuvas, devido às suas características, o crescimento da vegetação é extremamente acelerado, mas nestas savanas existem  manadas de herbívoros pastejadores (p. ex., a zebra Equus burchelli e o gnu Connochaetes taurinus na África) têm importante influência sobre a vegetação beneficiando as gramíneas e impedindo a regeneração de árvores. Ao cessar das chuvas, a vegetação rasteira seca com a mesma rapidez de seu crescimento, fornecendo palha de fácil combustão, desta forma favorecendo a ocorrência de incêndios espontâneos ou por ação humana, as queimadas. Uma das mais famosas savanas da África é o bioma do Serengueti com árvores baixas, mas em grande número, bastante espinhosas e de folhas reduzidas em tamanho, há a predominância do cacto, da acácia, da palmeira e árvores de grande porte como o baobá, maruleira que aparecem em alguns ecossistemas da savana africana.
A savana africana aparece na região fronteiriça entre a floresta mais densa e o deserto nos trópicos, ocupando uma faixa bastante grande do continente africano desde leste a oeste, do Sudão aos Grandes Lagos. A fauna da savana africana é composta por mamíferos herbívoros de grande porte (como o búfalo, a girafa, o rinoceronte e o elefante), mamíferos herbívoros (como a zebra, o impala, o gnu e antílopes), mamíferos felinos predadores (como o leão, o leopardo e o guepardo), mamíferos canídeos (como o mabeco e chacal), aves (como o falcão, a águia, o abutre e o avestruz).

#### Savanas do Brasil e América do Sul
O cerrado brasileiro é um tipo de savana, sendo o segundo bioma mais ameaçado do país.
De acordo com o IBGE (2012), as savanas do Brasil recebem os seguintes nomes locais: "cerrado" (no Brasil Central), "tabuleiro", "agreste" e "chapada" (na Região Nordeste); "campina" ou "gerais" (no norte de Minas Gerais, Tocantins e Bahia) e "lavrado" (em  Roraima).
Tipos de savana que ocorrem na região do Cerrado, de acordo com o IBGE (2012), com nomes regionais entre parênteses:
- Savana Florestada (Cerradão)
- Savana Arborizada (Campo Cerrado, Cerrado Ralo, Cerrado Típico e Cerrado Denso)
- Savana Parque (Campo-Sujo-de-Cerrado, Cerrado-de-Pantanal, Campo-de-Murundus ou Covoal e Campo Rupestre)
- Savana Gramíneo-Lenhosa (Campo-Limpo-de-Cerrado)

Entretanto, notar que, da lista acima, são caracterizadas de fato como savana, no sentido usual do termo, apenas as categorias Savana Arborizada e a Savana Parque. Em geral, o Cerradão é considerado uma vegetação florestal, e o campo-limpo é considerado como vegetação de campo.
Outras vegetações semelhantes a savana (embora não consideradas assim explicitamente pelo IBGE) fora da área de Cerrado incluem, no Brasil:
- Estepe (subtipos Arborizada e Parque), nos Campos Sulinos
- Campinarana (subtipos Arborizada e Arbustiva), na Amazônia
- Savana-Estépica (subtipos Arborizada e Parque), em várias regiões

Outras regiões neotropicais, fora da área do Cerrado sentido amplo e floristicamente diferentes dela, nas quais ocorrem vegetação de savana, incluem: os Llanos venezuelanos, os Llanos de Mojos bolivianos (que chegam até Corumbá, MS), a Gran Sabana do planalto das Guianas (que chega até AP, PA e RR), as savanas amazônicas (campinaranas) e o Pantanal.

### Savanas temperadas
Savanas temperadas, biomas localizados em latitudes médias dos cinco continentes, caracterizadas por possuírem um clima de verão mais húmido e invernos mais secos:
- água: semiáridas
- temperatura: uma estação temperada e uma mais quente. Invernos frios.
- solo: fértil
- plantas: gramíneas
- animais: mamíferos, pássaros, répteis e insetos.

### Savanas mediterrâneas
Savanas mediterrâneas, são biomas localizados em latitudes médias, em regiões com clima mediterrâneo.
Se caracterizam por:
- água: semiáridas
- solo: pobre
- plantas: vegetação endémica constituída pelos denominados "chaparral", "matorral", "maquis" ou "garrique" (dependendo do país): arbustos perenes do tipo sclerophylla e pequenas árvores. Este tipo de savana é um dos mais ameaçados do planeta, pois tem sofrido grande degradação e perda de habitats devido a cortes excessivos para obtenção de lenha, excesso de pastoreio, conversões agrícolas, urbanização e introdução de espécies exóticas.

### Savanas pantanosas
Savanas pantanosas, são ecossistemas localizados em regiões tropicais e subtropicais dos cinco continentes, com frequentes inundações.
Se caracterizam por:
- água: muito húmidas
- clima: tropical
- solo: rico

### Savanas montanhosas
Savanas montanhosas se encontram em altitudes elevadas (zonas alpinas e sub-alpinas) em diferentes regiões do planeta. Se caracterizam por terem evoluído de forma isolada devido às condições climáticas em determinadas altitudes e, frequentemente, albergam muitas espécies endêmicas. As plantas características destes habitats mostram adaptações tais como: estruturas em forma de roseta, superfícies cerosas e folhas pubescentes e árvores de pequeno porte.

## Galeria

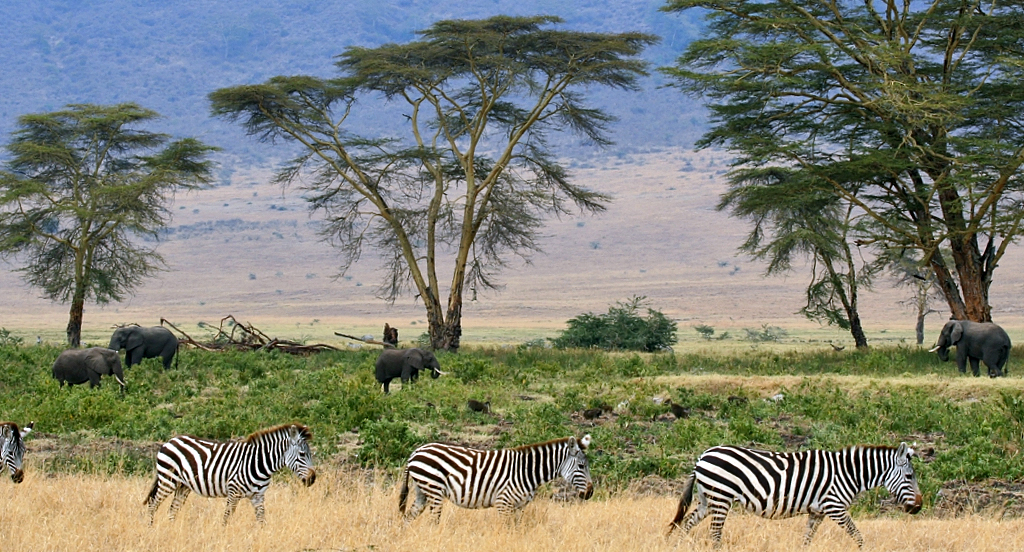
Parque Nacional de Serengueti, na Tanzânia.
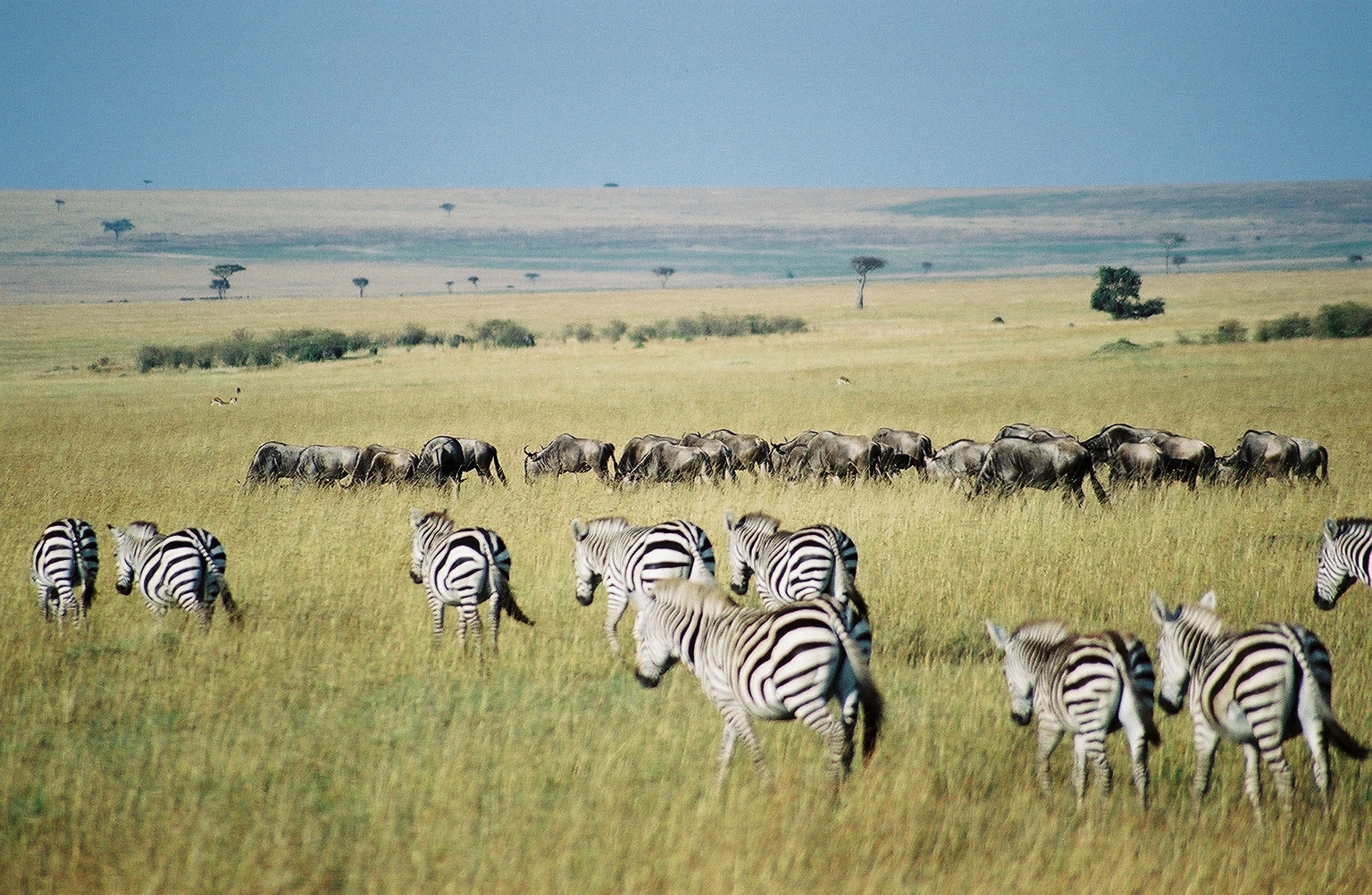
Reserva Nacional Masai Mara, no Quênia.
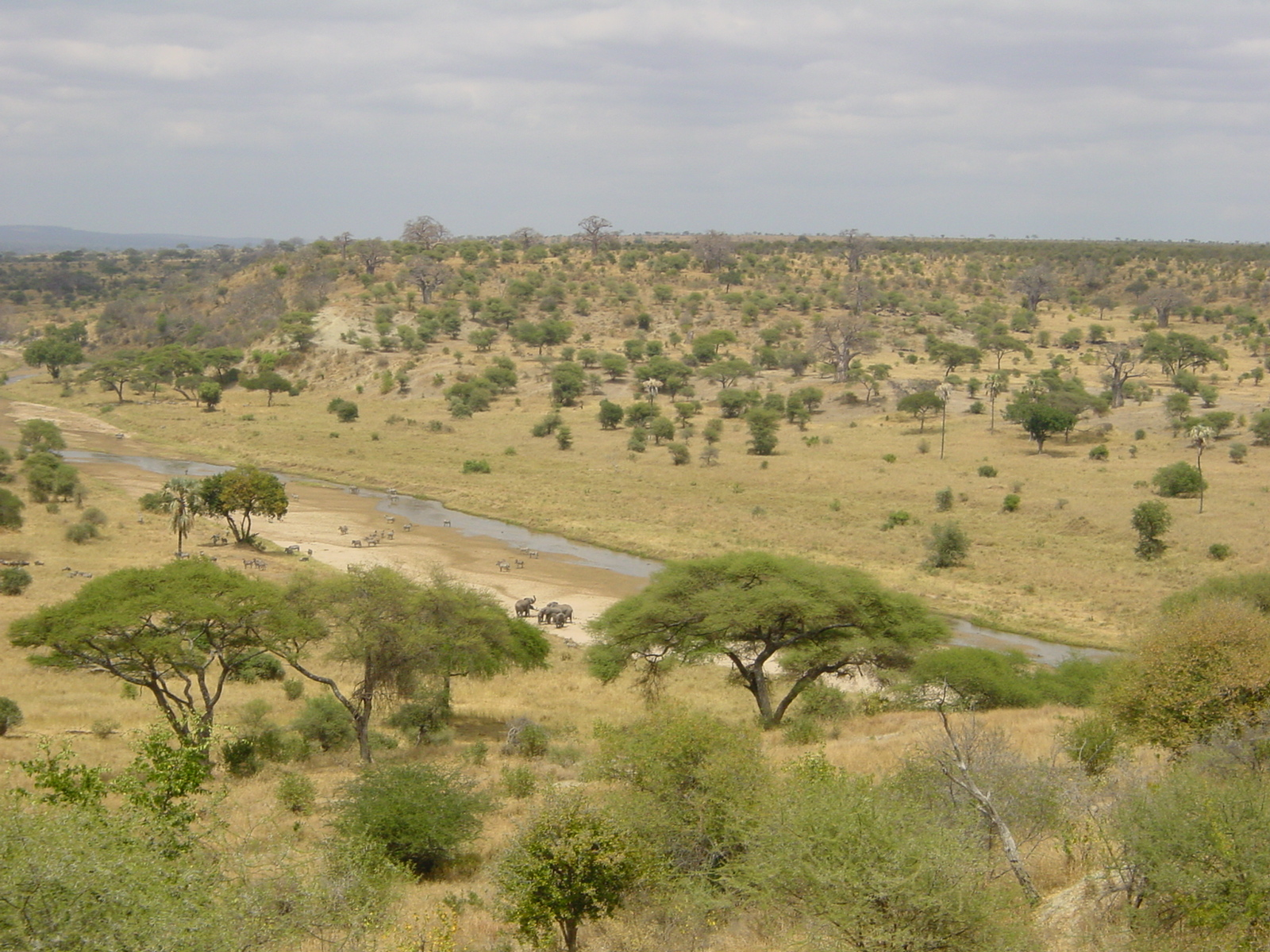
Parque Nacional de Tarangire, na Tanzânia.
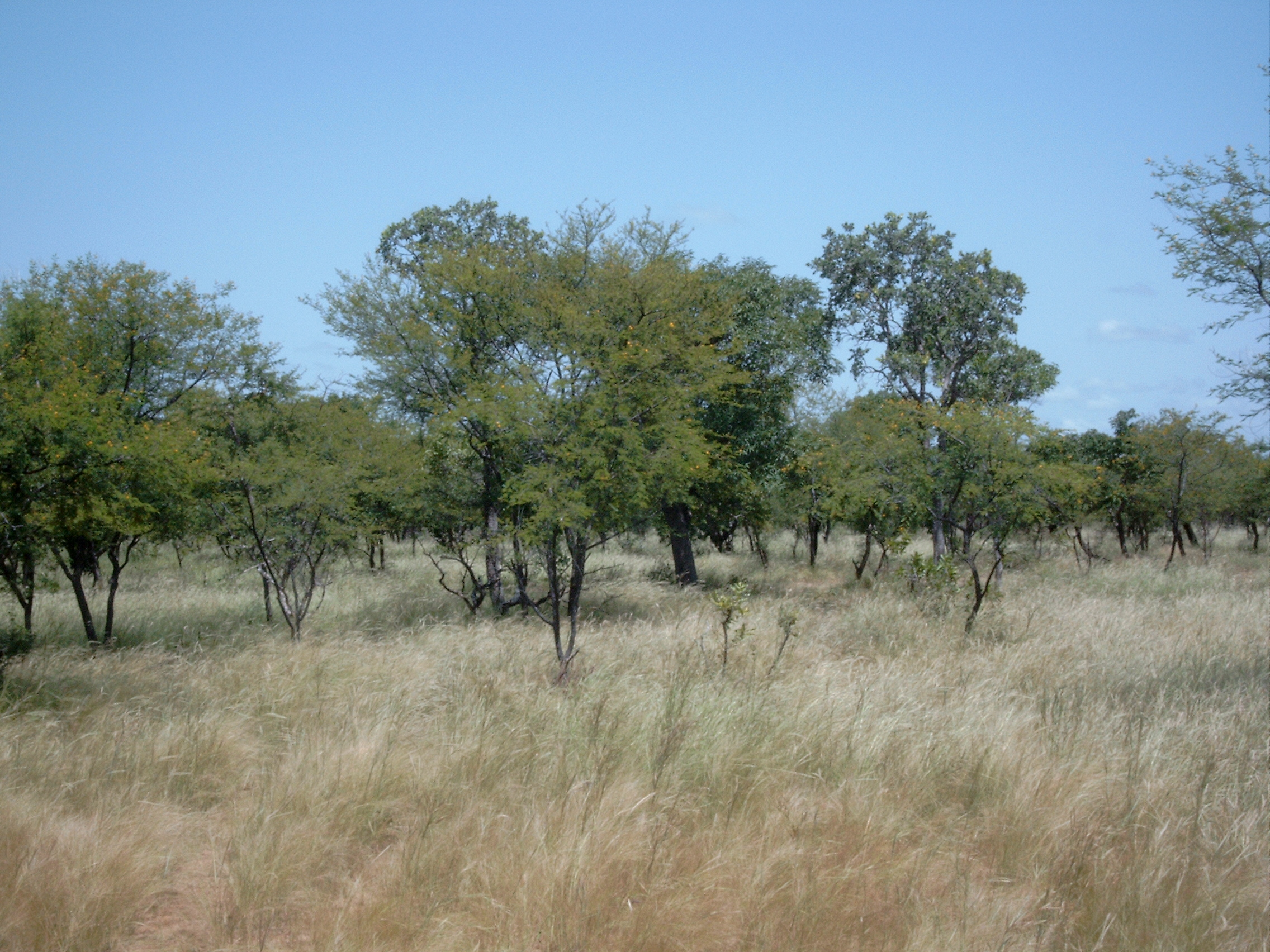
Acácias em Gourma, Burkina Faso. Esta é uma árvore típica da savana africana.
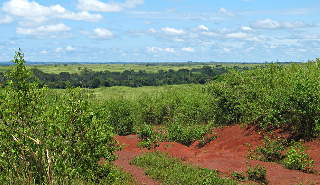
Savana no leste da Guiné.
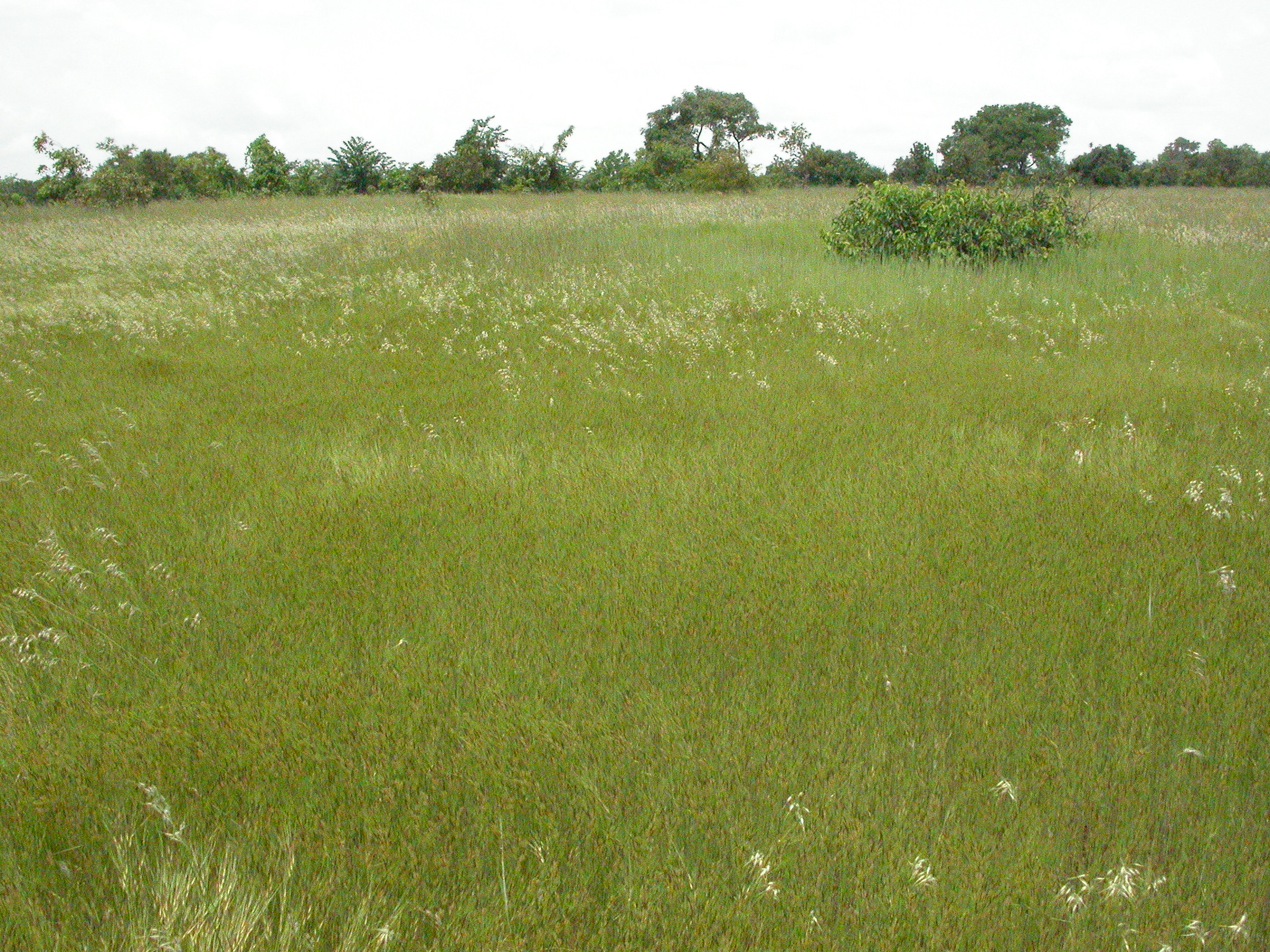
Savana em Houet, Burkina Faso.
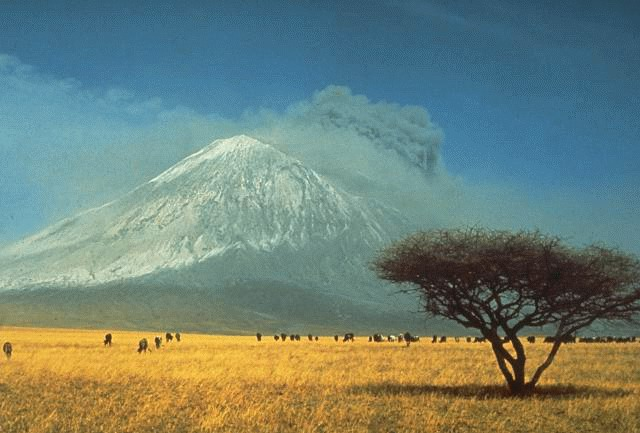
Vulcão Ol Doinyo Lengai, na Tanzânia.
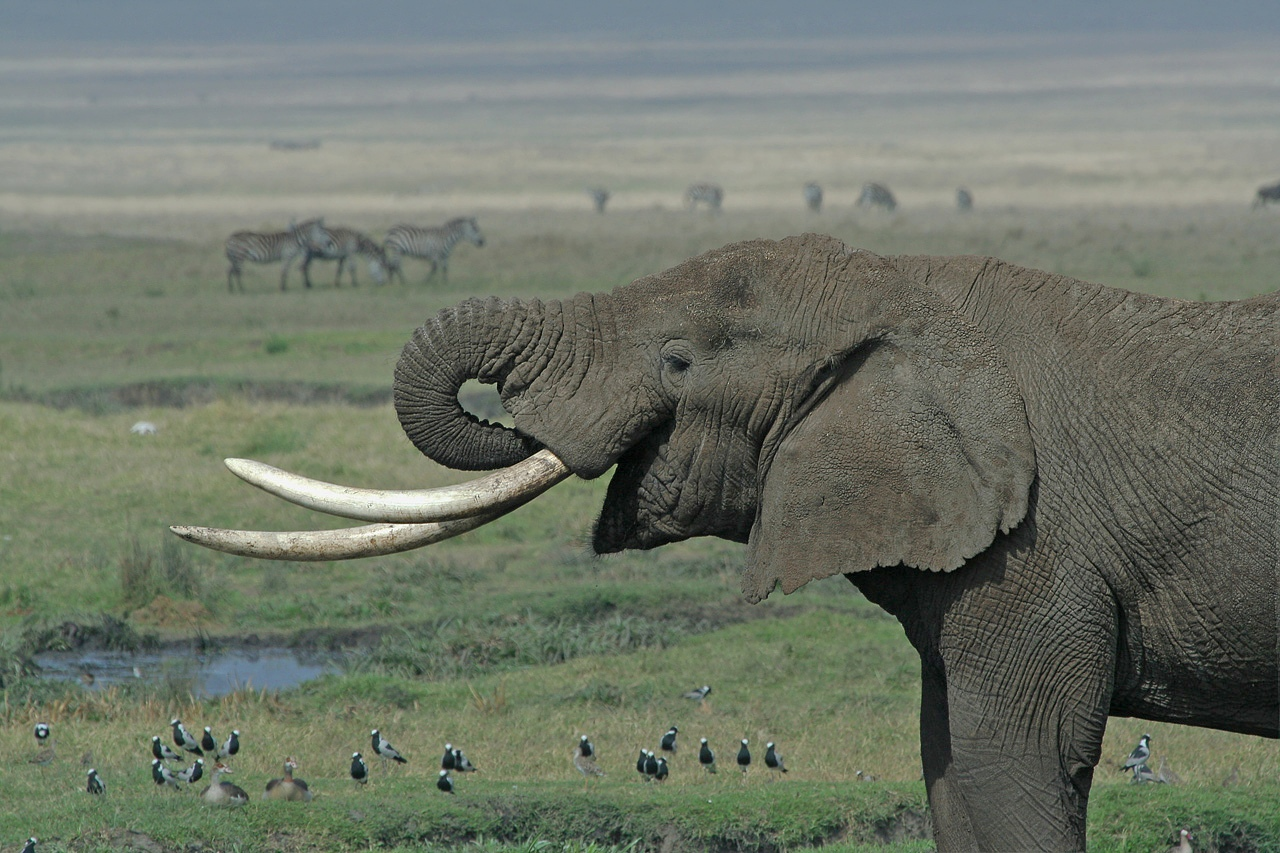
Fauna da savana africana: elefante
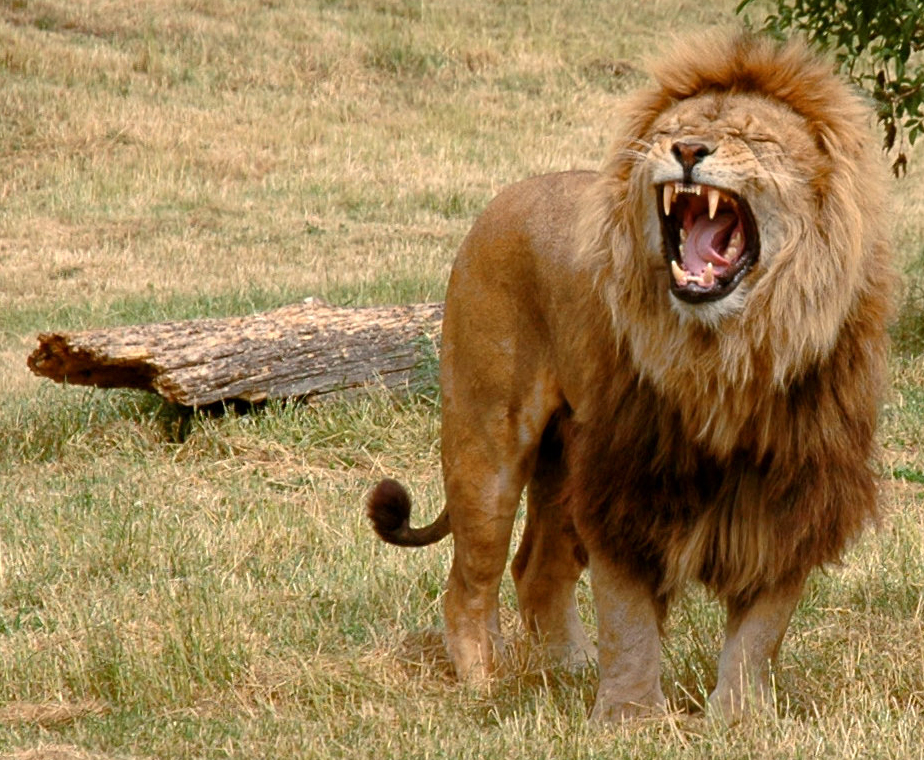
Fauna da savana africana: leão
Onça-pintada, um felídeo típico da savana brasileira.
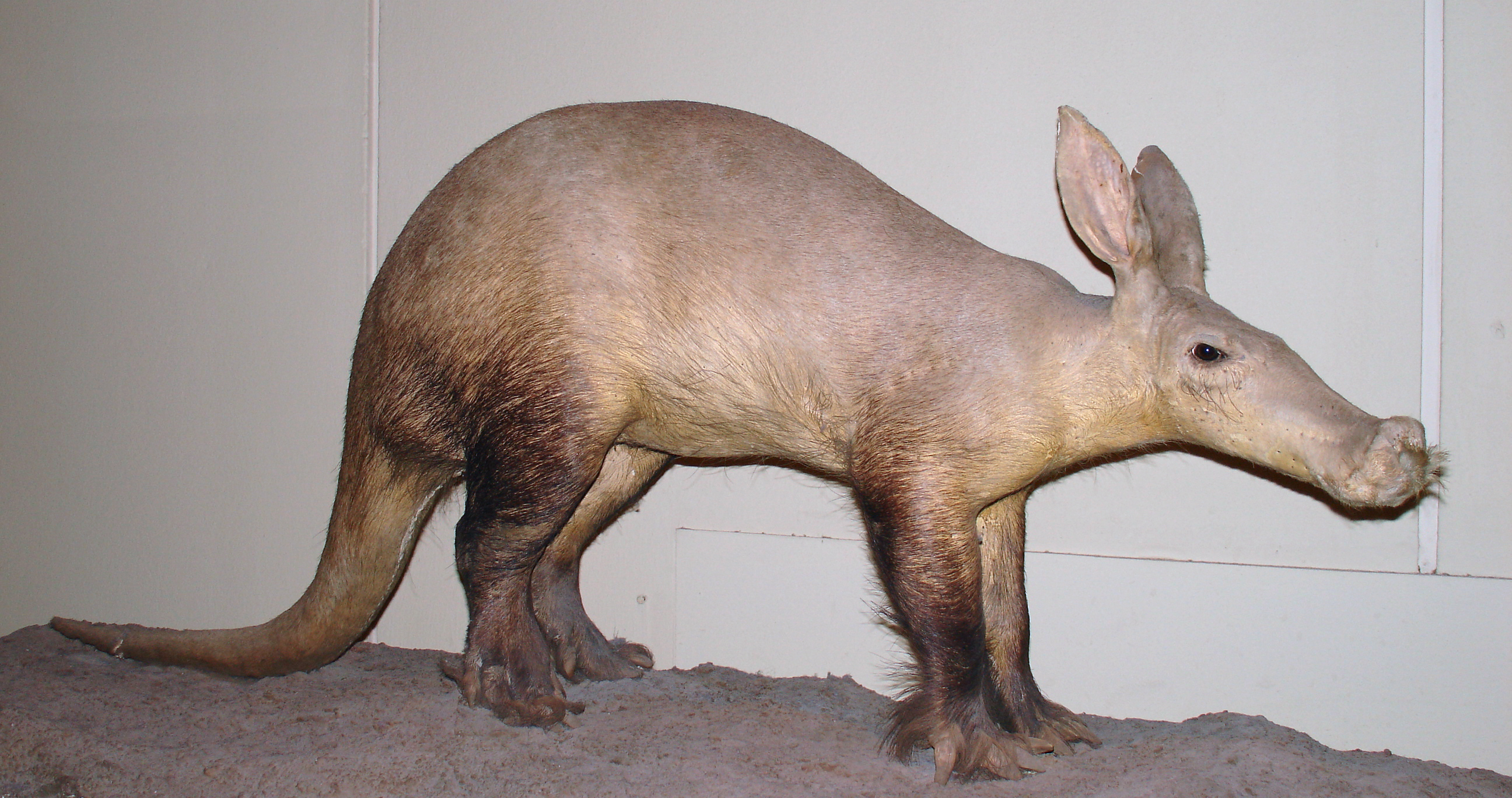
Fauna da savana africana: aardvark
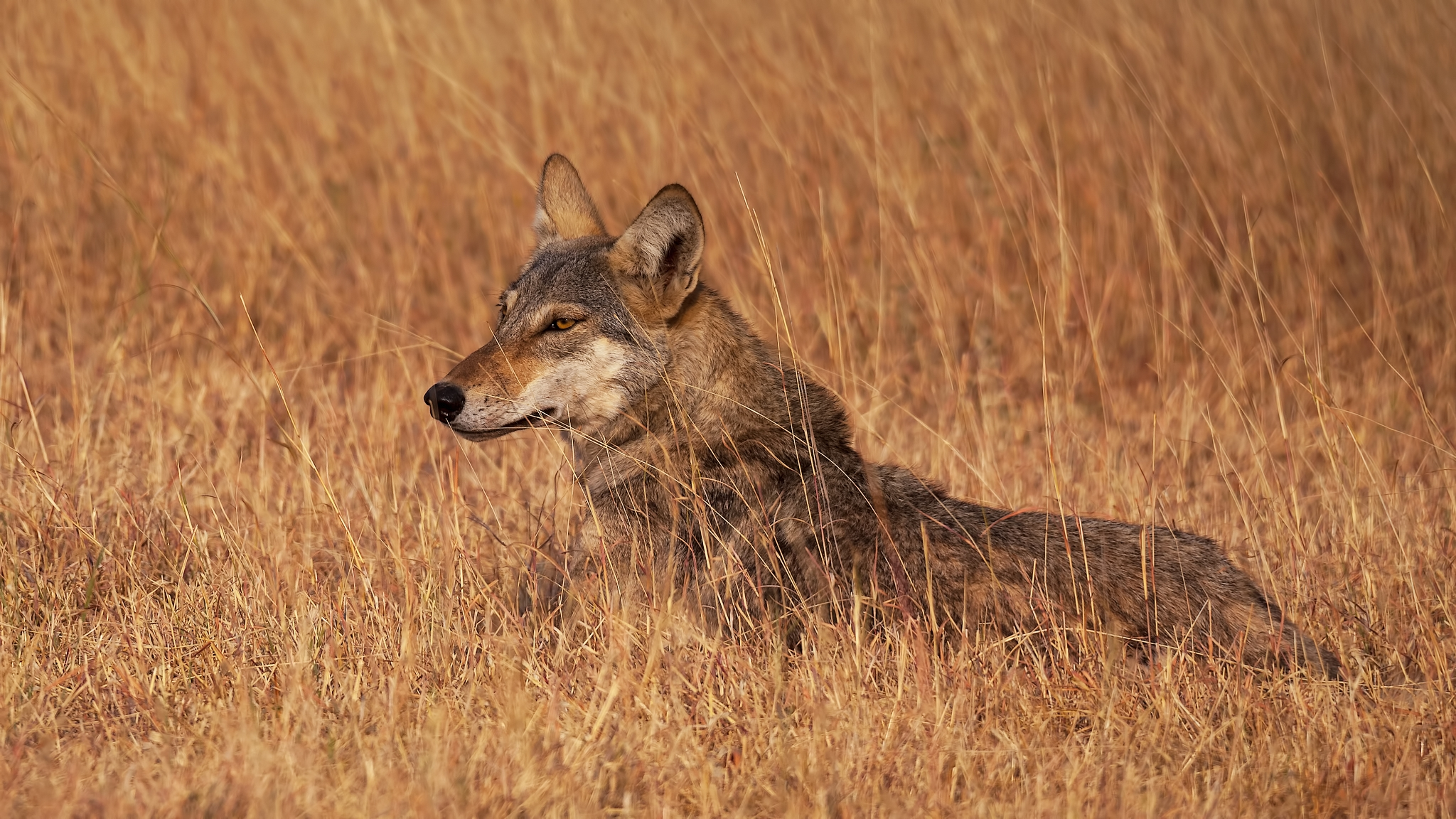
Lobo indiano, um canídeo típico da savana indiana.
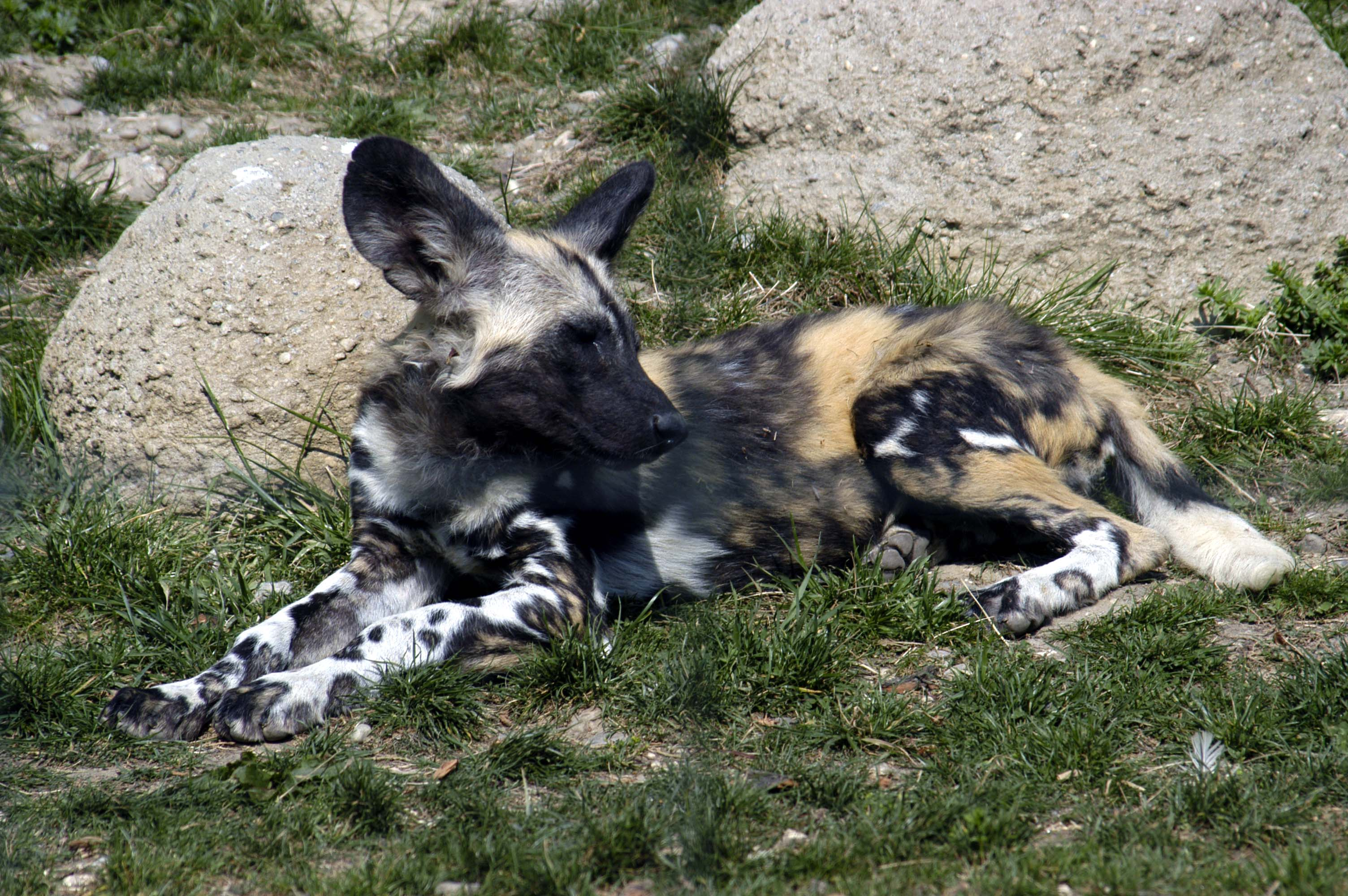
Fauna da savana africana: mabeco
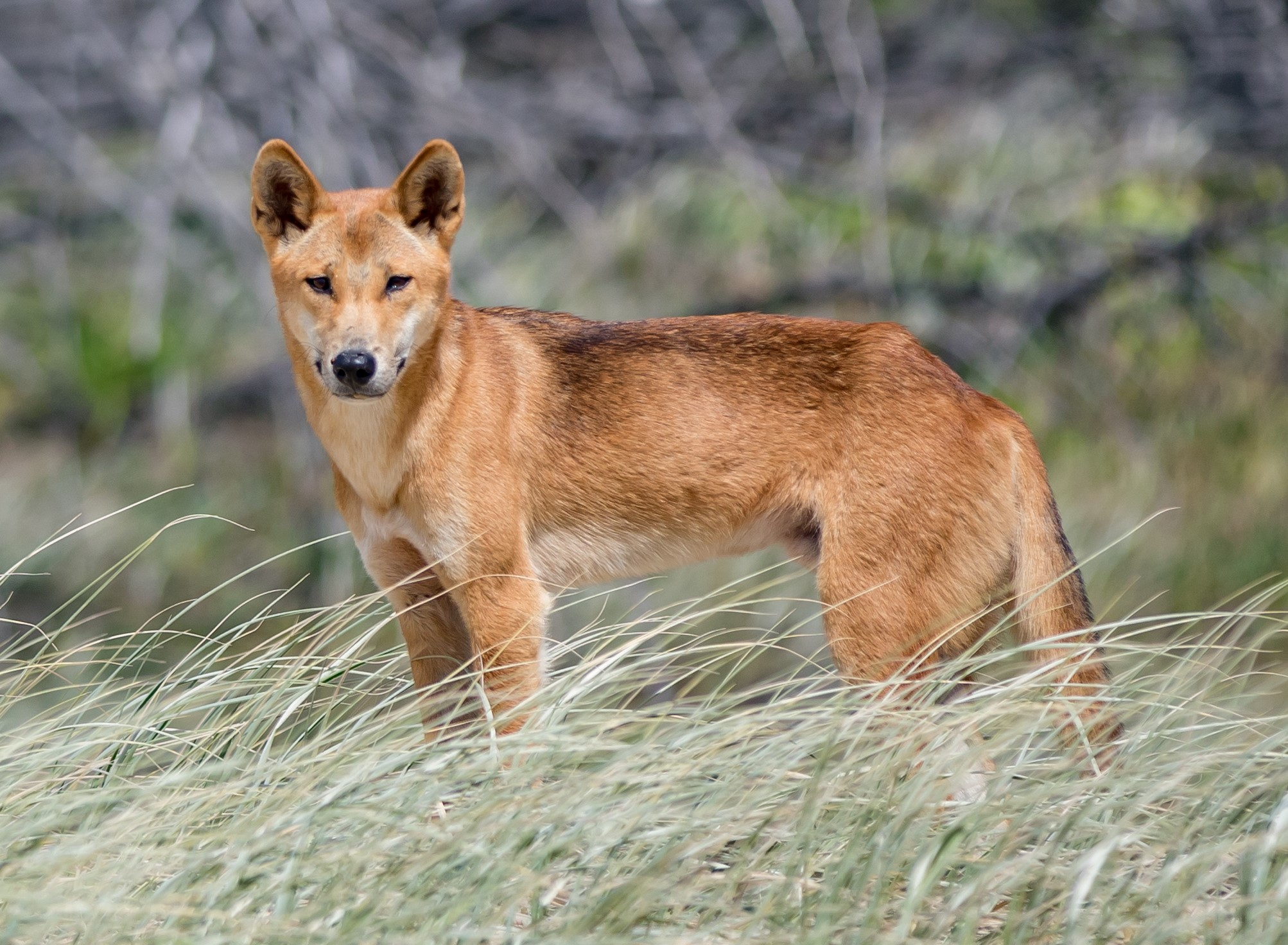
Dingo, um cão feral típico da savana australiana